# Лжеосманы
Лжеосманы, или нагорцы (лат. Schizopygopsis), — род лучепёрых рыб из семейства карповых, который систематики не смогли отнести ни к одному из подсемейств.
Карповые рыбы среднего размера, максимальная длина отдельных видов составляет от 18,3 до 49,6 см. Живут исключительно в азиатских пресноводных водоёмах. Большинство обитают в умеренном и субтропическом климате, некоторые — в высокогорных реках.
Лжеосман-нагорец (Schizopygopsis stoliczkai) живёт в горной части рек Инд и Брахмапутра в Индии. Встречается в Тибете. В Таджикистане имеется только на Памире. Здесь он достигает шестидесяти пяти сантиметров в длину, но возможна встреча и с более крупными экземплярами. Участники гидрологической партии, проводившие работы на озере Турумтайкуль, выловили рыбину размером в полтора метра. Тело лжеосмана-нагорца торпедообразное, гидродинамически совершенное. Чешуи не имеет.

## Классификация
На март 2018 года в род включают 8 видов:
- Schizopygopsis anteroventris Wu & Tsao, 1989
- Schizopygopsis kessleri Herzenstein, 1891
- Schizopygopsis kialingensis Tsao & Tun, 1962
- Schizopygopsis malacanthus Herzenstein, 1891
- Schizopygopsis pylzovi Kessler, 1876
- Schizopygopsis stoliczkai Steindachner, 1866 — Лжеосман, или нагорец[1]
- Schizopygopsis thermalis Herzenstein, 1891
- Schizopygopsis younghusbandi Regan, 1905